# NGC 6564
NGC 6564 је тројна звезда у сазвежђу Херкул која се налази на NGC листи објеката дубоког неба.
Деклинација објекта је + 17° 23' 40" а ректасцензија 18h 9m 2,3s. Привидна величина (магнитуда) објекта NGC 6564 износи 11,0.